# Sillapasak Phithakchai
Sillapasak Phithakchai (thailändisch ศิลปศักดิ์ พิทักชาติ, * 1. August 1996) ist ein thailändischer Fußballspieler.

## Karriere
Sillapasak Phithakchai spielte bis 2020 beim Udon United FC in Udon Thani. 2019 spielte der Verein in der thailändischen Amateurliga. Ende 2019 stieg der Verein in die vierte Liga auf. 2020 wurde die Liga nach dem zweiten Spieltag wegen der COVID-19-Pandemie unterbrochen. Während der Unterbrechung wurde vom Verband beschlossen, nach Wiederaufnahme des Spielbetriebs die dritte und die vierte Liga zusammenzuführen. Udon Thani startete nach der Wiederaufnahme in der North/Eastern Region der dritten Liga. Während der Saison wechselte Phithakchai zum Drittligisten Marines Eureka FC. Mit dem Verein trat er in der Eastern Region an. Zu Beginn der Saison 2021/22 wechselte er zum Zweitligisten Lampang FC. Sein Zweitligadebüt für den Verein aus Lampang gab Sillapasak Phithakchai am 18. September 2021 (1. Spieltag) im Auswärtsspiel gegen den Kasetsart FC (2:1). Hier stand er in der Startelf und wurde nach der Halbzeitpause gegen Jakkrawut Songma ausgewechselt. Im Sommer 2022 unterschrieb er dann einen Vertrag bei seinem ehemaligen Verein Udon United FC, der mittlerweile in der dritten Liga spielt. Mit Udon United spielte er siebenmal in der North/Eastern Region. Im Sommer 2023 wurde sein Vertrag nicht verlängert.